# Бойчев, Игорь Николаевич
Игорь Николаевич Бо́йчев   (10  июля 1927 года — 14 июля 1999 года) — инженер-технолог, лауреат Государственной премии СССР (1974).

## Биография
Бойчев Игорь Николаевич    родился  10   июля 1927 года  в Уфе.
В  1949 году окончил Уфимский авиационный институт. 
Место работы:  Уфимское моторостроительное производственное объединение, с 1949 года — инженер-технолог, ст. инж.-технолог, с 1952 года — зам. начальника цеха, с 1956 года — нач. отдела, с 1961 года — цеха, с 1966 года — зам. директора  по производству двигателей М-412, в 1988—1990 годах — инженер-конструктор.
Под руководством Бойчева Игоря Николаевича организовано автоматизированное производство по выпуску автомобильных двигателей М-412.

## Награды и звания
- Государственная премия  СССР (1977)

- Ордена Трудового Красного Знамени (1971), «Знак Почета» (1966), медали.